# ريتشارد كوتوفسكي
ريتشارد كوتوفسكي (بالإنجليزية: Richard Cotovsky)‏ مواليد 13 يناير 1954 في شيكاغو، هو ممثل ومخرج أمريكي بدأ مسيرته الفنية سنة 1995.

## الأعمال
- طبعة مبكرة (1996)
- إي آر (1997)

## روابط خارجية
- ريتشارد كوتوفسكي على موقع IMDb (الإنجليزية)
- ريتشارد كوتوفسكي على موقع قاعدة بيانات الفيلم (الإنجليزية)